# Psilocybe tampanensis
Psilocybe tampanensis es un hongo psicodélico muy raro de la familia Hymenogastraceae. Recolectado originalmente en la naturaleza en un prado arenoso cerca de Tampa, Florida, en 1977, el hongo no se volvería a encontrar en Florida hasta 44 años después. El espécimen original de Florida fue clonado, y sus descendientes siguen circulando ampliamente. Los cuerpos fructíferos (setas) producidos por el hongo son de color marrón amarillento con capuchones convexos a cónicos de hasta 2,4 cm (0,9 pulgadas) de diámetro sobre un tallo delgado de hasta 6 cm (2,4 pulgadas) de largo. Psilocybe tampanensis forma esclerocios psicoactivos parecidos a trufas que se conocen y venden con el sobrenombre de «piedras filosofales». Algunas personas consumen los cuerpos fructíferos y los esclerocios con fines recreativos o enteógenos. En la naturaleza, los esclerocios son producidos por el hongo como una rara forma de protección contra los incendios y otros desastres naturales.

## Taxonomía
La especie fue descrita científicamente por Steven H. Pollock y el micólogo mexicano y autoridad en Psilocybe Gastón Guzmán en una publicación de Mycotaxon de 1978. Según Paul Stamets, Pollock se saltó una «aburrida conferencia taxonómica» cerca de Tampa, Florida, para ir a cazar setas, y encontró un único espécimen creciendo en una duna de arena, que no reconoció. Más tarde, Pollock clonó el espécimen y produjo un cultivo puro, que sigue estando ampliamente distribuido en la actualidad. El espécimen tipo se conserva en el herbario del Instituto Politécnico Nacional de México. Guzmán clasificó al P. tampanensis en su sección Mexicanae, una agrupación de especies de Psilocybe emparentadas que se caracterizan principalmente por tener esporas con longitudes superiores a 8 micrómetros.

## Descripción

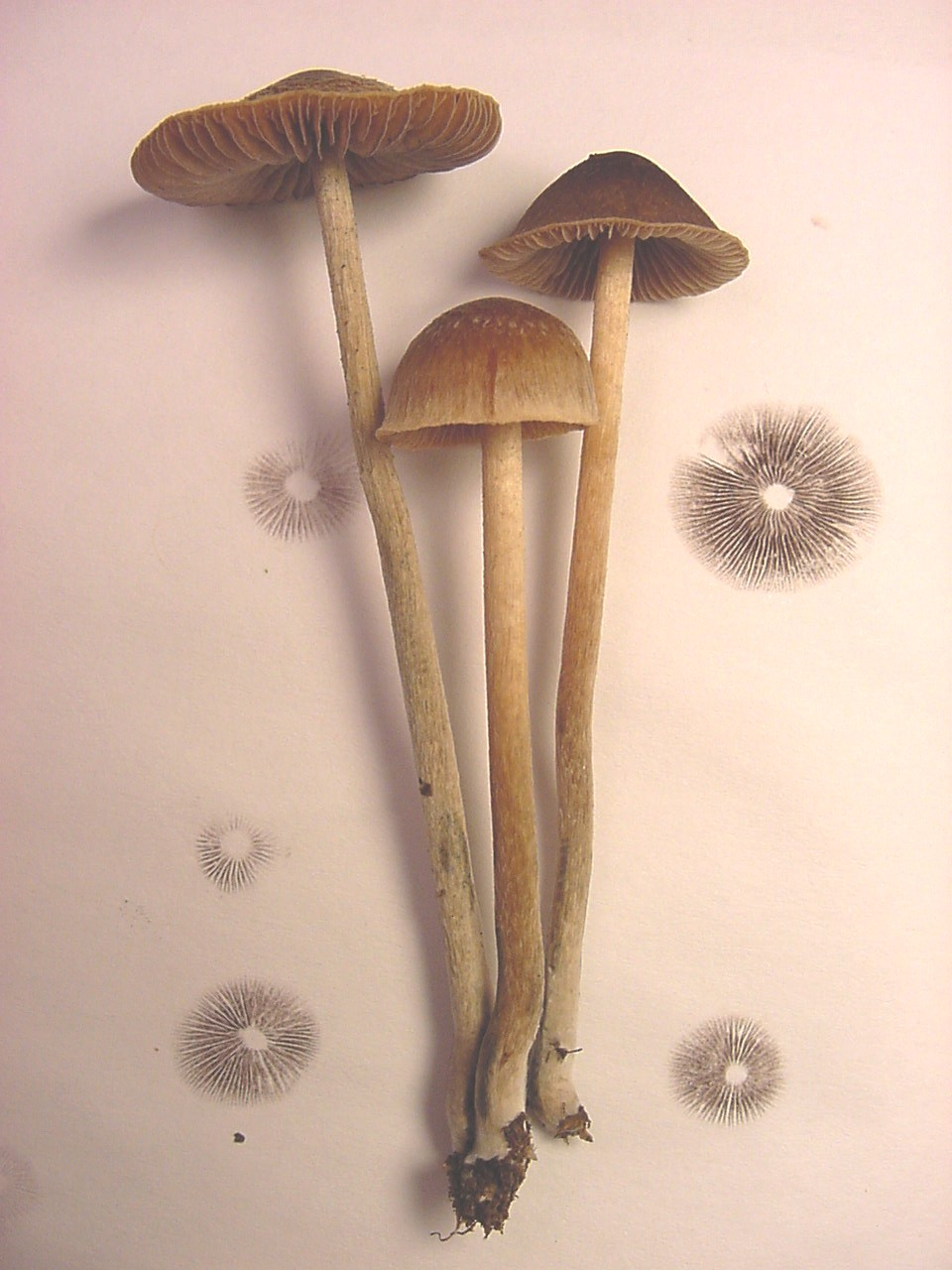
Cuerpos fructíferos de Psilocybe tampanensis e impresiones de esporas de especímenes cultivados

La forma del sombrero varía entre convexa o cónica con un ligero umbo, que se expande con la edad hasta volverse aplanado o con una ligera depresión central; alcanza diámetros de 1-2,4 cm (0,4-0,9 in). La superficie es lisa, no estriada, de color marrón ocráceo a marrón pajizo, de beige a gris amarillento cuando está seca, con ligeros tonos azulados en el margen, higrófana y algo pegajosa cuando está húmeda. Las branquias son más o menos adnatas (ampliamente adheridas al tallo ligeramente por encima de la parte inferior de la branquia, con la mayor parte de la branquia fusionada al tallo) y de color marrón a marrón púrpura oscuro con bordes más claros. El tallo mide 2-6 cm (0,8-2,4 pulg.) de largo, 1-2 mm (0,04-0,08 pulg.) de grosor y es de igual anchura en toda su extensión a ligeramente ensanchado cerca de la base. Hay fibrillas cerca de la parte superior del tallo. El velo parcial es cortinado (en forma de telaraña, similar al velo parcial de las especies de Cortinarius), y desaparece pronto. La carne es de blanquecina a amarillenta, y se amorata cuando se hiere. El sabor y el olor son ligeramente farináceos (similares a la harina recién molida).
La huella de la espora es de color marrón púrpura. Vistas al microscopio, las esporas de P. tampanensis son algo rómbicas en vista frontal y aproximadamente elípticas en vista lateral; tienen unas dimensiones de 8,8-9,9 por 7-8,8 por 5,5-6,6 μm. Las esporas aparecen de color amarillo parduzco cuando se montan en una solución de hidróxido de potasio, y tienen una pared gruesa y lisa, un poro germinal distinto y un apéndice corto. Los basidios (células con esporas) tienen cuatro esporas, son hialinos (translúcidos) y miden 14-22 por 8-10 μm. Los queilocistidios (cistidios de la cara branquial) miden 16-22 por 4-9 μm, y son lageniformes (en forma de frasco) con cuellos delgados y flexuosos de 2,2-3 μm de grosor, y rara vez tienen ramificaciones irregulares. No hay pleurocistidios (cistidios en la cara branquial). Las conexiones en pinza están presentes en las hifas.

### Especies similares

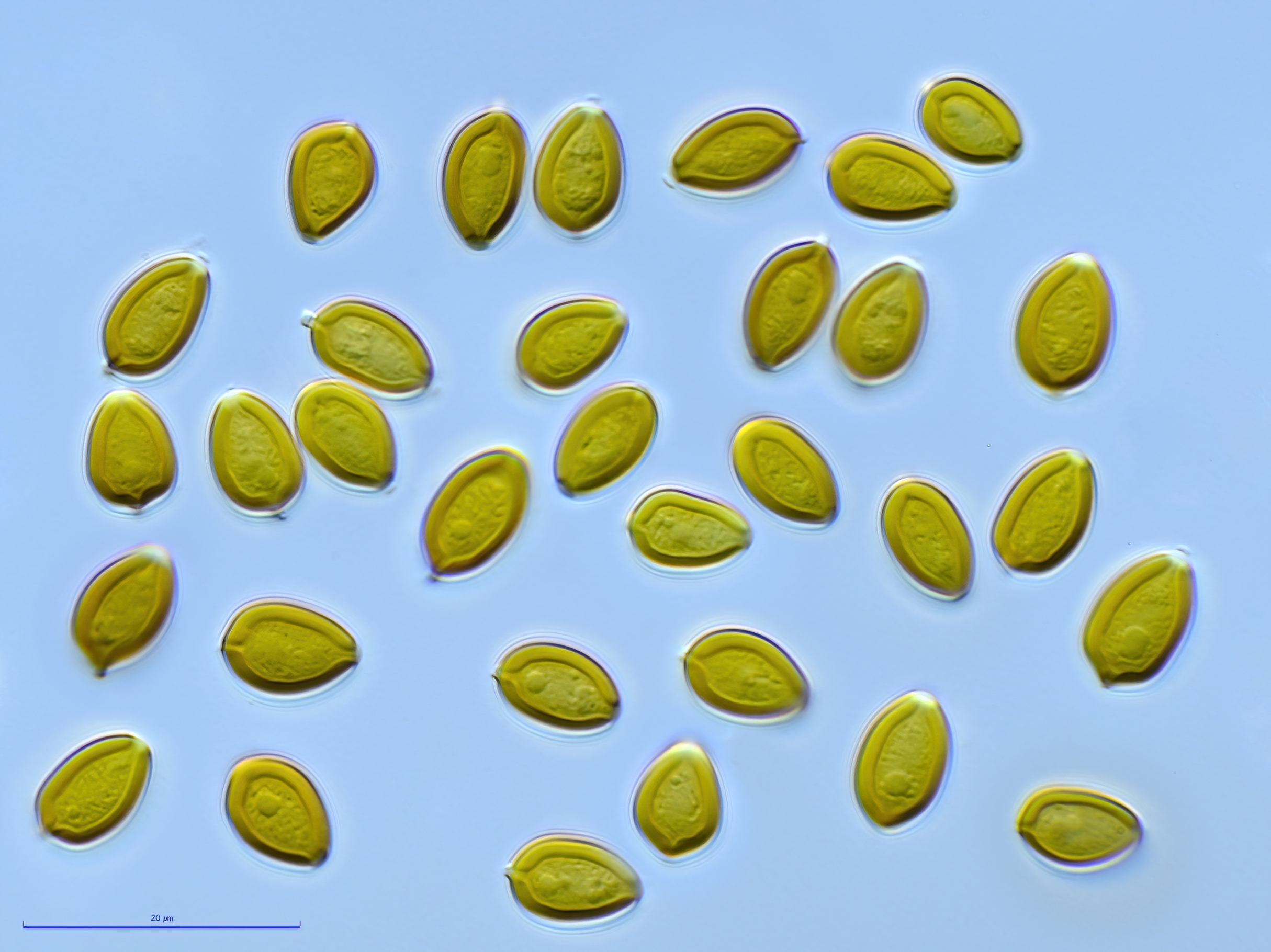
Las esporas pueden tener una forma entre rómbica y elipsoidal, según el ángulo desde el que se observen.

Guzmán considera que Psilocybe tampanensis tiene una forma intermedia entre P. mexicana y P. caerulescens. Psilocybe mexicana tiene una forma de cuerpo frutal más parecida a Mycena, y basidios más largos que miden 22-24 por 7,7-11 μm. Sólo se conoce en México y Guatemala. Psilocybe caerulescens, que se encuentra en EE. UU. y Venezuela, también es algo similar, pero tiene un hábito colibioide (setas de tamaño pequeño a mediano con sombrero convexo), con esporas que miden 6,7-8 por 5,2-6,5 por 3,3-5,2 μm, y queilocistidios que miden 15-22 por 4,4-5,5 μm.

## Hábitat y distribución
Durante casi dos décadas después de su descubrimiento, Psilocybe tampanensis sólo se conocía en la localidad tipo, al sureste de Brandon, Florida. En 1996, Guzmán informó haberla encontrado en un prado con suelo arenoso en un bosque caducifolio en el condado de Pearl River, Mississippi, un hábitat similar al de la localidad tipo. Sin embargo, debido a su escasez, no se conocen con certeza sus preferencias de hábitat. Como todas las especies de Psilocybe, es sapróbica.
Al igual que otras especies de pastizales psicoactivos como Psilocybe semilanceata y Conocybe cyanopus, P. tampanensis puede formar esclerocios, una masa endurecida de micelio más resistente a las condiciones ambientales adversas que el micelio normal. Esta forma de trufa proporciona al hongo cierta protección contra los incendios forestales y otros desastres naturales. Otras especies de Psilocybe conocidas por producir esclerocios son Psilocybe mexicana y Psilocybe caerulescens. También se producen esclerocios cuando la especie se cultiva.

## Uso recreativo
Psilocybe tampanensis contiene los compuestos psicodélicos psilocina y psilocibina, y se consume con fines recreativos y enteogénicos. Según un informe del año 2000, esta especie es una de las setas psicoactivas más decomisadas por las autoridades alemanas, por detrás de Psilocybe cubensis, Psilocybe semilanceata y Panaeolus cyanescens. El contenido de alcaloides en las muestras confiscadas oscilaba entre no detectable y el 0,19% de psilocibina, y entre el 0,01 y el 0,03% de psilocina. Según el micólogo Michael Beug, los cuerpos de los frutos secos pueden contener hasta un 1% de psilocibina y psilocina; en términos de potencia psicoactiva, Stamets considera que el hongo es de «moderada a altamente activo».
Los compuestos psicoactivos también están presentes en los esclerocios: en un análisis, los niveles de psilocibina obtenidos a partir de esclerocios oscilaban entre el 0,31% y el 0,68% en peso seco, y dependían de la composición del medio de cultivo. Los esclerocios se venden con el sobrenombre de «piedras filosofales». Se han descrito como «parecidos al muesli congelado», y con un sabor algo amargo similar al de la nuez. Las cepas existentes como kits de cultivo comercial, que se vendían originalmente en revistas de drogas contraculturales, se derivan del cuerpo frutal original encontrado por Pollock en Florida. Los métodos fueron desarrollados originalmente por Pollock, y posteriormente ampliados por Stamets en la década de 1980 para cultivar los esclerocios en un sustrato de hierba de centeno (Lolium), y en paja. Los esclerocios así preparados tardan entre 3 y 12 semanas en desarrollarse. Pollock obtuvo una patente estadounidense en 1981 por su método de producción de esclerocios.

## Situación legal
La psilocina y la psilocibina son sustancias sujetas a fiscalización en muchos países, y las setas que las contienen están prohibidas por extensión. En Estados Unidos, en 1971 se aprobó una ley federal que situaba los componentes psicoactivos en la categoría más restringida de la lista I. Durante las tres décadas siguientes, varios países europeos se mantuvieron relativamente tolerantes con el consumo y la posesión de setas. En la década de 2000, en respuesta al aumento de la prevalencia y la disponibilidad, todos los países europeos prohibieron la posesión o venta de hongos psicodélicos; los Países Bajos fueron el último país en promulgar tales leyes en 2008. Sin embargo, no incluyeron los esclerocios que contienen psilocibina en la ley de 2008 y, por lo tanto, los compuestos fúngicos que contienen psilocibina están disponibles comercialmente en los Países Bajos. En desarrollos legales paralelos en Asia, P. tampanensis fue uno de los 13 hongos psicoactivos específicamente prohibidos por ley en Japón en 2002.

### Lectura adicional
- Morris H. (julio de 2013). «Espora de sangre: De asesinatos y setas». Harper's Magazine.

- Datos: Q1951108
- Multimedia: Psilocybe tampanensis / Q1951108